# Сирийско-эмиратские отношения
Сирийско-эмиратские отношения — двусторонние дипломатические отношения между Объединёнными Арабскими Эмиратами и Сирией. ОАЭ имеют посольство в Дамаске, в свою очередь Сирия содержит посольство в Абу-Даби и генеральное консульство в Дубае. Обе страны расположены на Ближнем Востоке и обладают тесными культурными связями.

## История
В 2011 году в Сирии началась гражданская война. 25 сентября 2013 года министр иностранных дел ОАЭ Абдулла ибн Зайед аль-Нахайян заявил, что его страна будет продолжать поддерживать сирийцев и их законные устремления к восстановлению безопасности и стабильности в их государстве. Однако ОАЭ не проявляли активности в поддержке правительства Башара Асада. 13 января 2014 года вице-президент, премьер-министр и эмир Дубая шейх Мохаммед ибн Рашид Аль Мактум высказал позицию о том, что не может быть долгосрочного решения по прекращению войны при наличии Асада во главе страны, и сделал предположение, что сирийский президент в конечном итоге потеряет власть.
Позиция ОАЭ по сирийскому конфликту была охарактеризована как "менее агрессивная", чем у Саудовской Аравии или Катара, но, в отличие от Египта, как "неблагоприятная для Асада". Тем не менее ОАЭ демонстрировали открытость по отношению к Асаду, остающемуся у власти, в рамках мирного урегулирования, критикуя при этом поддержку исламистских повстанческих группировок в Сирии со стороны Саудовской Аравии, Катара и Турции.
ОАЭ приняли участие в американской интервенции 2014 года в Сирии против ИГИЛ. Позже страна порвала с Саудовской Аравией, поддержав российскую военную интервенцию 2015 года в Сирии, объяснив это наличием "общего врага". По сообщениям, ОАЭ также предоставили финансовую помощь умеренному Южному фронту через Центр военных операций в Аммане, хотя этот центр был неактивен с 2017 года.
Наряду с США ОАЭ с 2017 года занимаются поддержкой и обучением преимущественно курдских Демократических сил Сирии. Наряду с Египтом и Россией ОАЭ также поддерживают движение "Будущее Сирии", которое имеет военное крыло, известное как «Элитные войска», которые являются частью Демократических сил Сирии.
Первоначально ОАЭ осуществили нормализацию отношений с Сирией в 2016 году, чтобы уменьшить зависимость Сирии от Ирана, но Соединенные Штаты отвергли это предложение.
В апреле 2018 года министр иностранных дел ОАЭ Анвар Гаргаш заявил: "Наша позиция по сирийскому кризису предельно ясна: несколько лет назад у нас был выбор — поддержать Башара Асада или оппозицию, к которой присоединились джихадисты и даже многие террористические элементы, и мы предпочли быть где-то посередине. Мы подтверждаем необходимость политического решения в Сирии. Добиться стабильности в этой стране военным путём невозможно.".
В июне 2018 года Гаргаш подверг критике решение приостановить членство Сирии в Лиге арабских государств, отметив, что оно лишает арабское сообщество какого-либо канала по политическому решению сирийского кризиса.
В ноябре 2018 года сообщалось, что ОАЭ ведут переговоры с Сирией по поводу возобновления работы своего посольства в Дамаске, где уже имеют постоянного дипломата, а также то, что страна выступает в качестве посредника между Сирией и Саудовской Аравией в переговорах о примирении этих двух стран. 27 декабря 2018 года Объединенные Арабские Эмираты объявили об открытии своего посольства в Дамаске после более чем 6-летнего закрытия. ОАЭ выступили с заявлением, в котором говорилось, что страна «стремится вернуть отношения в нормальное русло», в то время как Гаргаш написал в Твиттере, что «роль арабов в Сирии стала еще более необходимой, чтобы противостоять региональному экспансионизму Ирана и Турции».
В начале января 2019 года, после открытия посольства, авиакомпании Emirates, FlyDubai и Etihad объявили о планах снова вылететь в Сирию, но не было сделано никаких заявлений относительно того, когда рейсы возобновятся. В попытке восстановить связи с сирийским правительством в январе 2019 года ОАЭ приняла у себя сирийскую торговую делегацию. Заседание было проведено бизнесменом и законодателем, который включен в список санкций казначейства США с 2011 года.
29 января 2019 года государственный министр иностранных дел ОАЭ заявил в отношении ударов Израиля по Сирии, что ОАЭ поддерживают Сирию и единую дееспособную Арабскую Сирию. Однако он также сказал, что ОАЭ были против присутствия иранцев в Сирии и что спор вызван свободой передвижения Ирана в Сирии.
В декабре 2019 года временный поверенный в делах ОАЭ в Дамаске Абдул Хаким Ибрагим ан-Наими оценил «мудрое руководство президента Башара Асада» и назвал отношения между странами «твердыми, четкими и сильными». В ответ заместитель министра иностранных дел Сирии Фейсал Микдад заявил: «Мы не можем забывать, что Объединенные Арабские Эмираты поддержали Сирию в ее войне против терроризма».
27 марта 2020 года наследный принц Абу-Даби Мухаммад бен Заид Аль Нахайян и президент Сирии Башар Асад обсудили по телефону пандемию COVID-19.